# 清水千曲
清水 千曲（しみず ちくま、1974年5月26日 - ）は、東京都出身の元プロ野球選手（外野手）。

## 来歴・人物
創価高時代は、1992年の第74回全国高等学校野球選手権大会に出場。同年のドラフト会議にてヤクルトスワローズから8位指名を受け入団。
一軍での出場のないまま、1995年に現役引退。

## 詳細情報

### 年度別打撃成績
- 一軍公式戦出場なし

### 背番号
- 70 （1993年 - 1995年）